# Абай (Тюлькубасский район)
Абай (каз. Абай) — село в Тюлькубасском районе Туркестанской области Казахстана. Входит в состав Балыктинского сельского округа. Находится примерно в 21 км к северо-западу от районного центра села им. Турара Рыскулова. Код КАТО — 516039200.

## Население
В 1999 году население села составляло 1295 человек (690 мужчин и 605 женщин). По данным переписи 2009 года, в селе проживал 1431 человек (740 мужчин и 691 женщина).